# Stazione di Torrita di Siena
La stazione di Torrita di Siena è una stazione ferroviaria posta sulla linea Siena-Chiusi. Serve il centro abitato di Torrita di Siena.